# Mistrzostwa Polski w Judo 1969
13. edycja Mistrzostw Polski w judo odbyła się w roku 1969 w Szczecinie. Rywalizowali tylko mężczyźni.

## Medaliści  mistrzostw Polski

### mężczyźni
| Konkurencja: | Złoto:                     | Srebro:            | Brąz:                                        |
| -63 kg       | Stanisław Mieczkowski      | Kazimierz Gwizdała | Kazimierz Wolnicki Zygfryd Wiśniewski        |
| -70 kg       | Wacław Czarnecki           | Piotr Okrągły      | Czesław Kur Wybrzeże Gdańsk Antoni Zajkowski |
| -80 kg       | Edward Suchan Wisła Kraków | Adam Kurzeja       | Bohdan Jackiewicz Wiesław Bigosiński         |
| -93 kg       | Ksawery Borowik            | Włodzimierz Lewin  | Bogdan Krawczyk Jerzy Chwiałkowski           |
| +93 kg       | Władysław Gnarowski        | Leszek Lewocki     | Józef Gicała Zbigniew Werkowicz              |
| open         | Edward Suchan Wisła Kraków | Tadeusz Czubryj    | Jacek Jaworski Jerzy Firkowicz               |